# Bracon transiens
Bracon transiens är en stekelart som beskrevs av Szepligeti 1905. Bracon transiens ingår i släktet Bracon och familjen bracksteklar. Inga underarter finns listade.